# Place de la République (Tunis)
La place de la République (arabe : ساحة الجمهورية) est une place de Tunis, capitale de la Tunisie.

## Situation et accès
La place de la République est située à l'intersection de la Liberté, de l'avenue du Ghana, de la rue Jebel-el-Fath, de l'avenue de Paris, de l'avenue Habib-Thameur, de la rue du Parc et de l'avenue de Londres.
Le jardin Habib-Thameur se trouve à son angle sud-ouest.
Elle est desservie par la station de métro République.

## Origine du nom
La place commémore la proclamation de la République, le 25 juillet 1957.
La place porte le nom de l'écrivain français Anatole France sous la période du protectorat français.
Cette place a également été connue sous le nom de « Passage », qu'on utilise encore souvent de nos jours.

## Historique

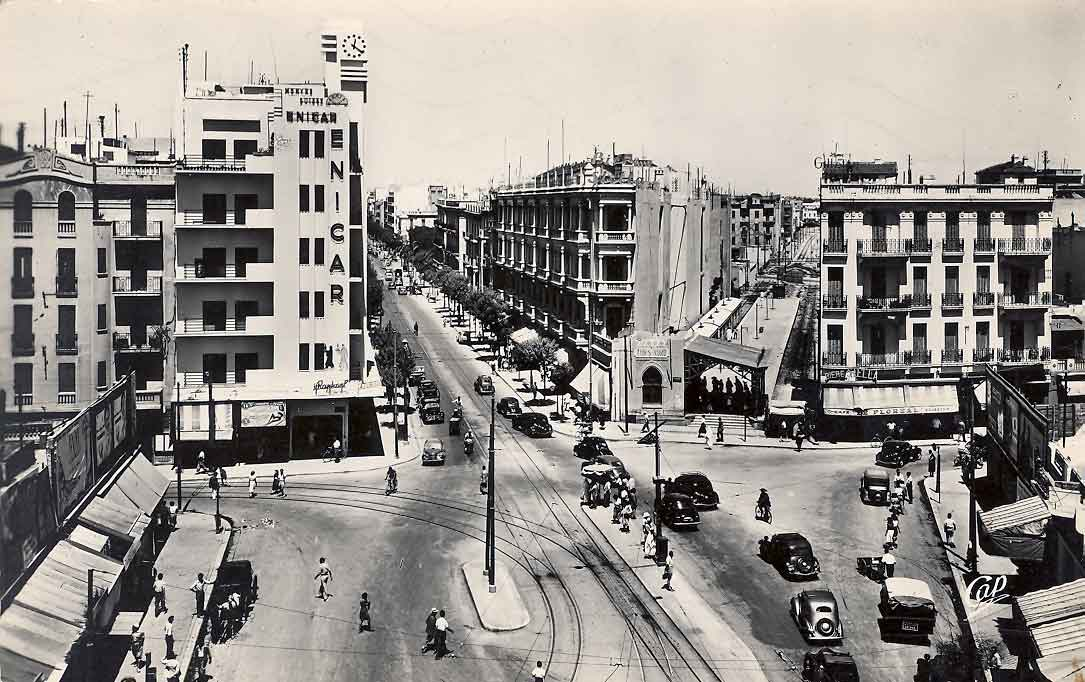
Place en 1950.

La place constitue dès sa création un nœud ferroviaire important. En effet, plusieurs lignes de tramways y passent, ainsi que la branche Nord du TGM, jusqu'au démantèlement de toutes ces lignes de la Compagnie des tramways de Tunis dans les années 1960. La place accueille alors également la gare de Tunis-Nord, disparue en 1965.
Avec la création de la ligne 2 du métro léger en 1989, l'emplacement de cette gare est désormais occupé par la nouvelle station République et la place retrouve son rôle de nœud ferroviaire important avec le développement de nouvelles lignes.

## Bâtiments remarquables
- Immeuble Ritz, de style Art déco, à l'angle de l'avenue de Paris et de l'avenue Habib-Thameur ;
- Immeuble ENICAR, au numéro 2 de l'avenue de la Liberté, bâtiment de style Art déco édifié entre 1931 et 1933 par l'architecte René Audineau[2] et dont la tour-horloge est inspirée de la tour du pavillon des renseignements et du tourisme de l'exposition internationale de 1925, construite par Robert Mallet-Stevens[2].

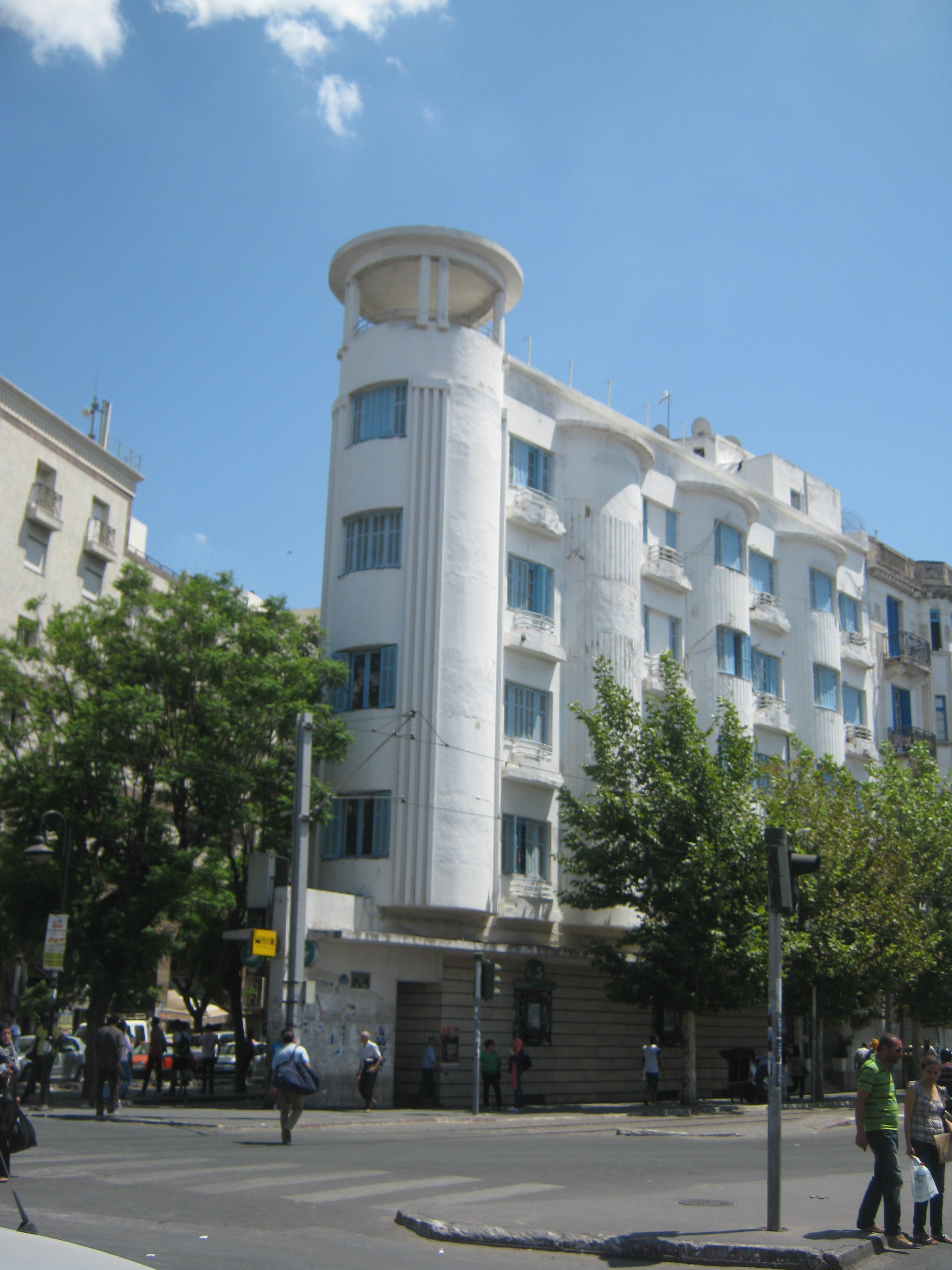
Immeuble Ritz.
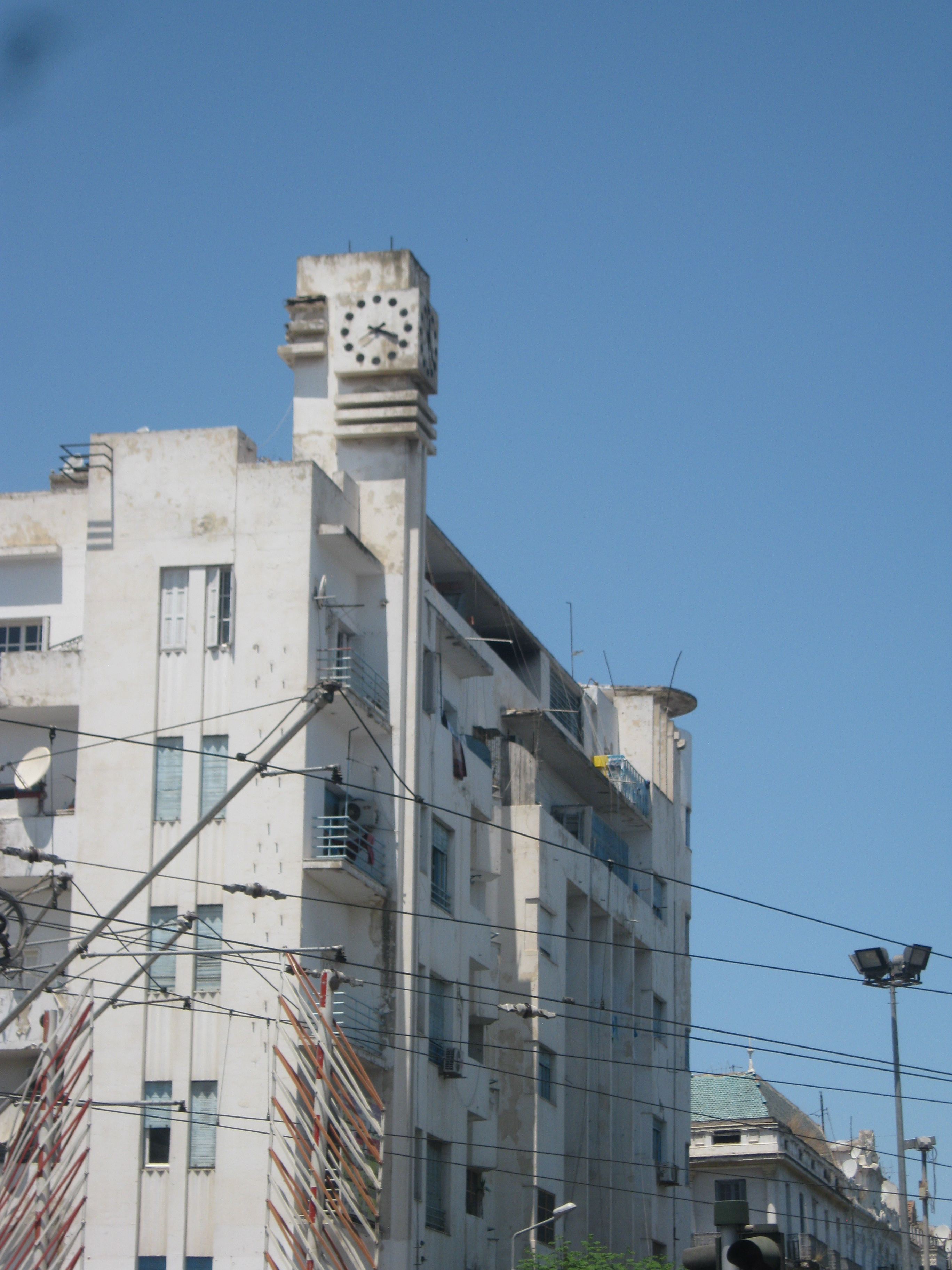
Immeuble ENICAR.